# William Orlando Butler
William Orlando Butler (ur. 19 kwietnia 1791, zm. 6 sierpnia 1880) – amerykański generał i polityk Partii Demokratycznej. W latach 1817–1818 zasiadał w Izbie Reprezentantów stanu Kantucky. W latach 1839–1843 był członkiem Izby Reprezentantów Stanów Zjednoczonych. W wyborach w 1848 roku ubiegał się o urząd wiceprezydenta.

## Życiorys

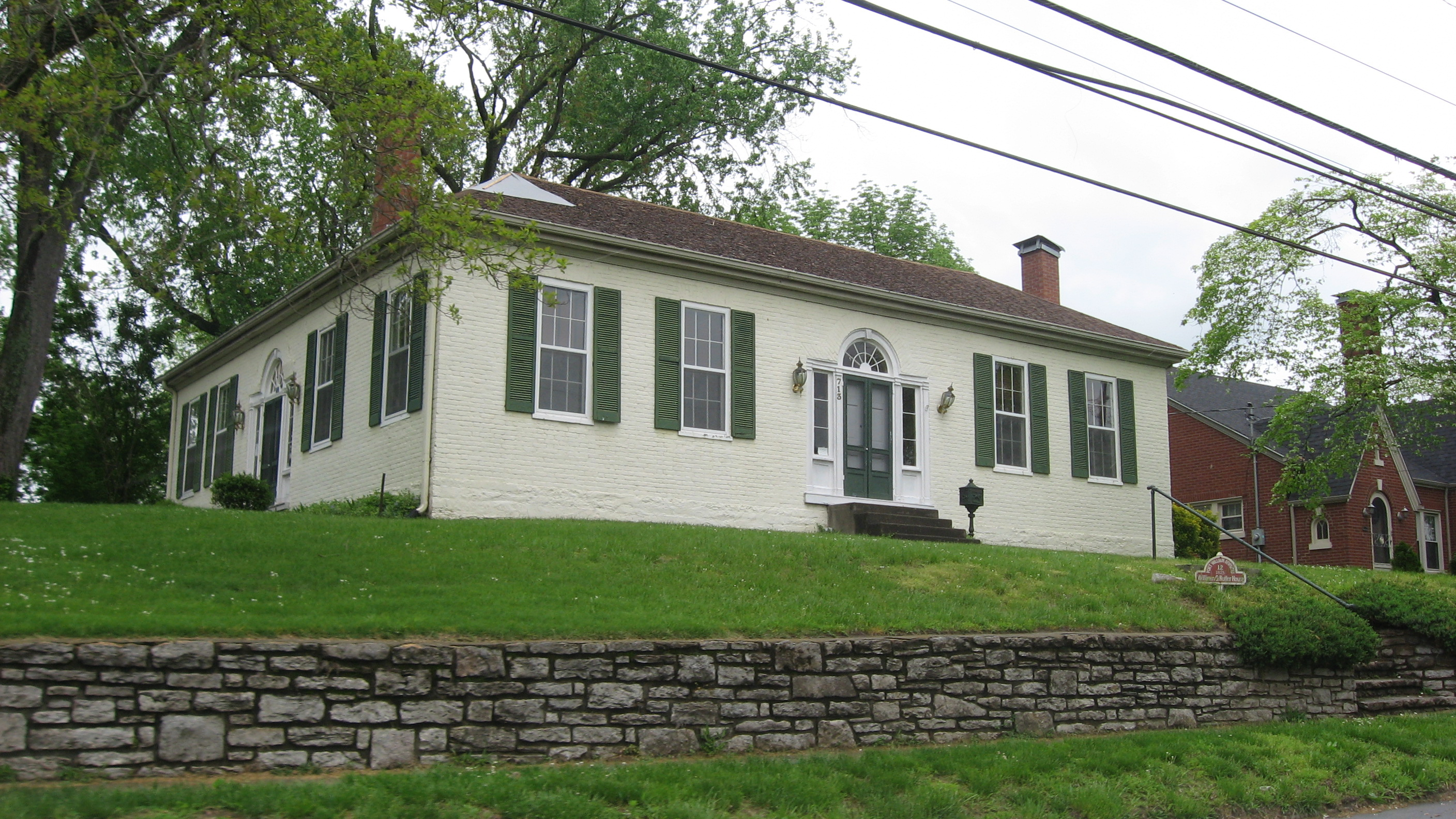
Dom, w którym mieszkał i dorastał William Orlando Butler

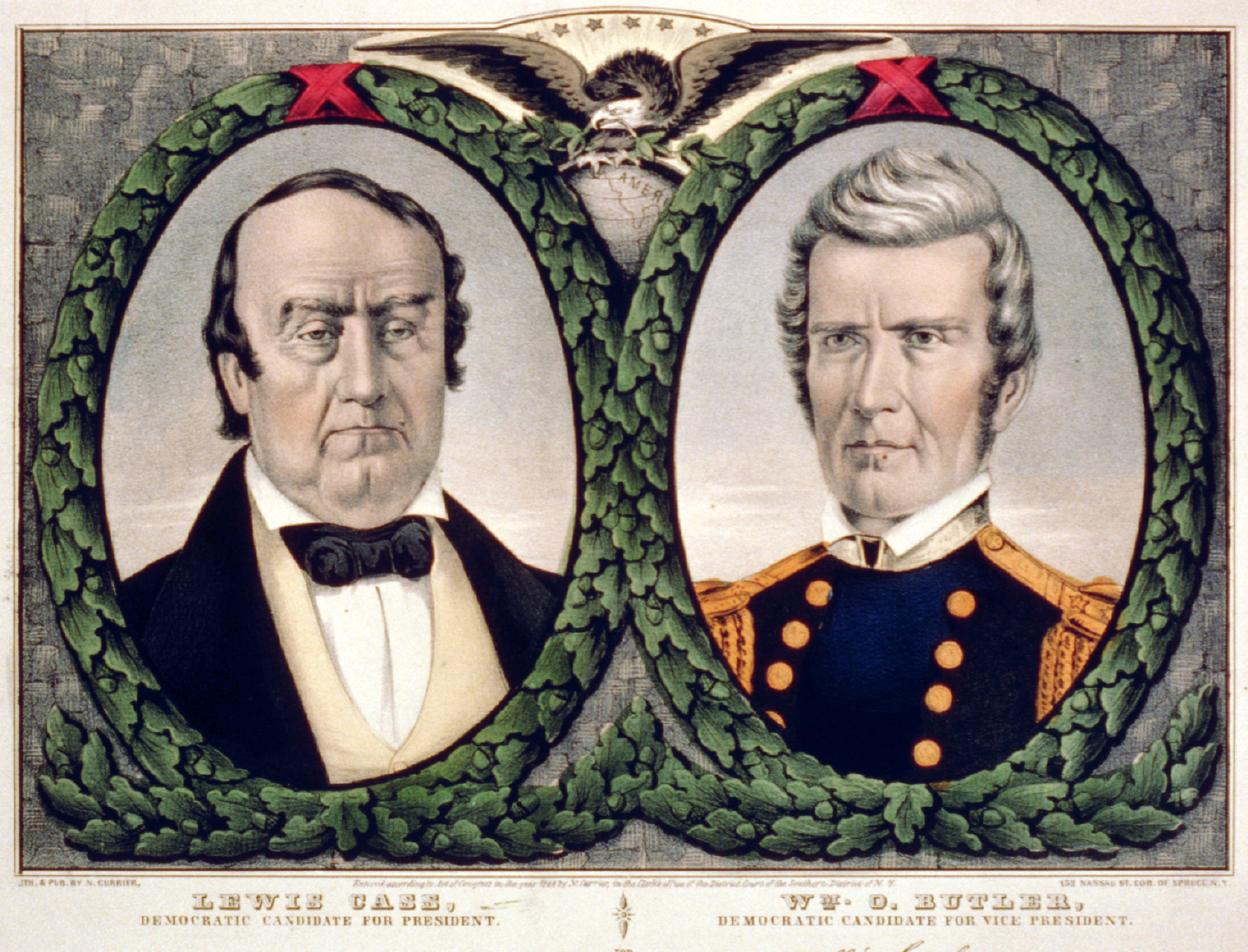
Plakat wyborczy Lewisa Cassa i Williama Orlando Butlera

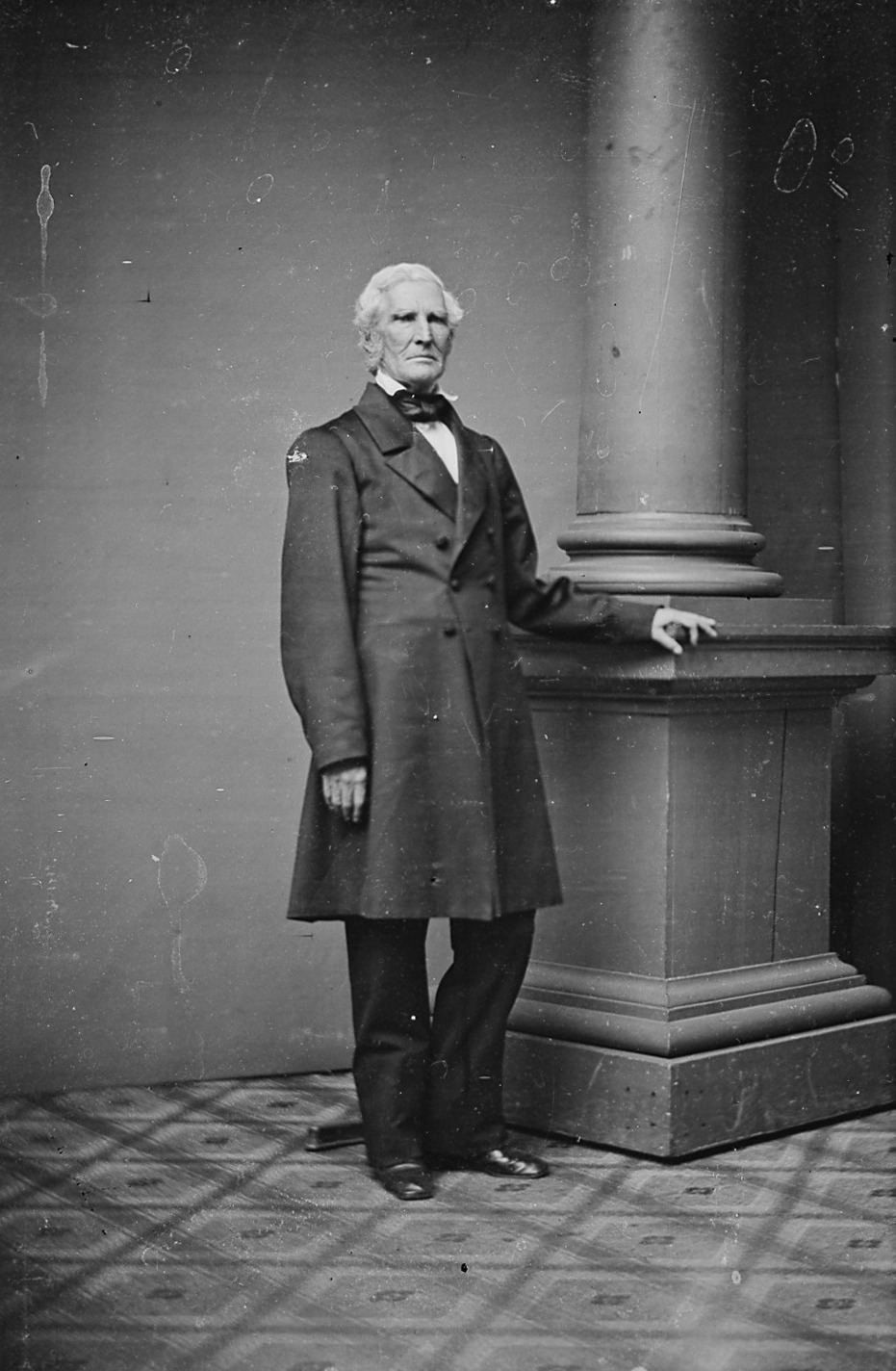
William Orlando Butler między rokiem 1860 i 1865

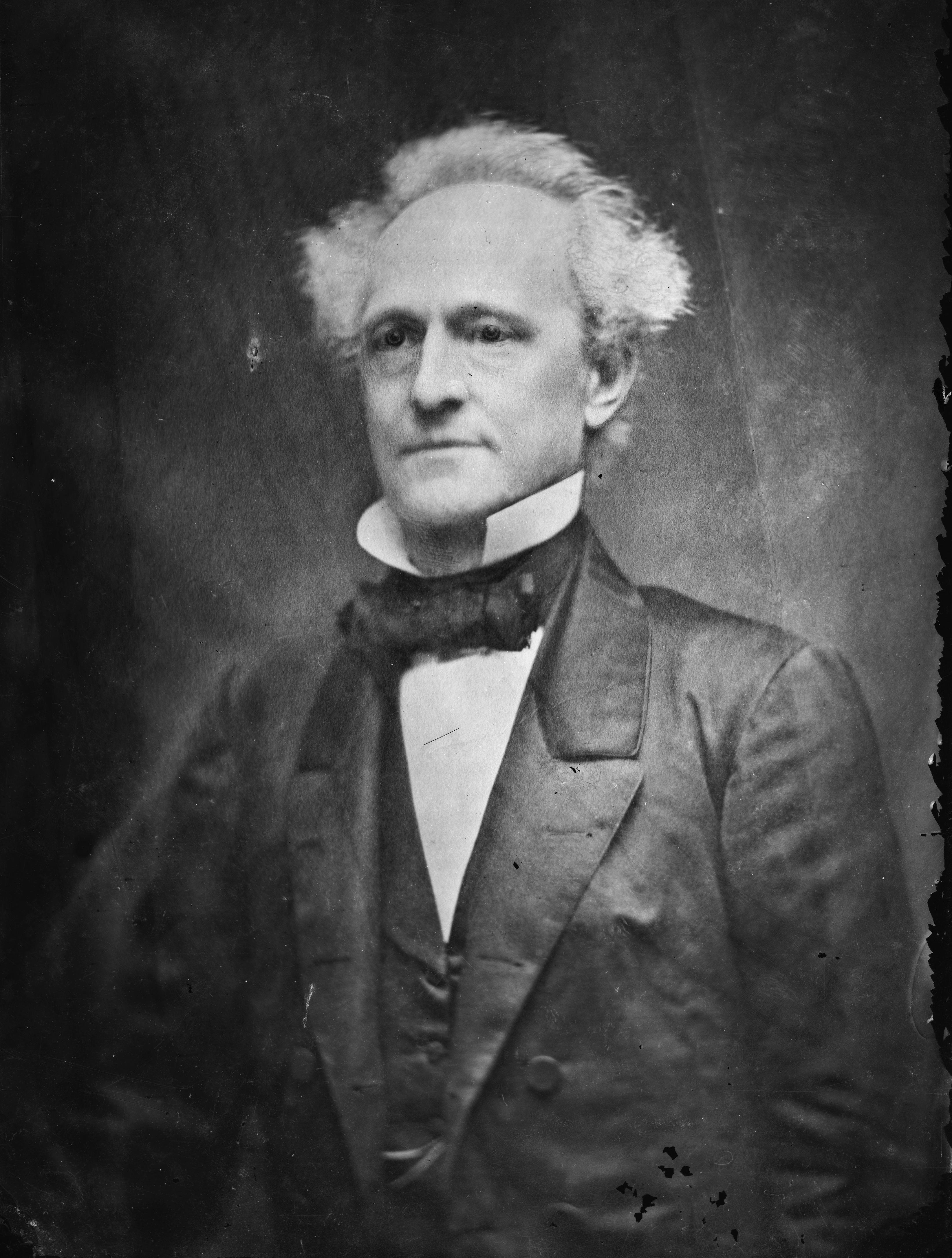
William Orlando Butler między rokiem 1870 i 1880

### Wczesne życie i edukacja (1791–1812)
Butler urodził się 19 kwietnia 1791 roku w hrabstwie Jessamine, w stanie Kentucky w Stanach Zjednoczonych. Jego ojcem był weteran wojny o niepodległość Stanów Zjednoczonych generał adiutant Percival Butler, a matką Mildred Butler z domu Hawkins. Dorastał z trzema braćmi w posiadłości w ojca znajdującej się u zbiegu rzek Kentucky i Ohio w mieście Port William (dziś Carrollton). Potem wraz z rodzicami przeprowadził się do Maysville. W 1812 roku ukończył studia prawnicze na Uniwersytecie Transylvania, a potem studiował prawo przez wiele miesięcy na Uniwersytecie Kentucky w Lexington.

### Wojna brytyjsko-amerykańska (1812–1817)
Gdy rozpoczęła się wojna brytyjsko-amerykańska w 1812 roku Butler służył jako kapitan po stronie amerykańskiej. Przyłączył się do 5. Regimentu Ochotniczego Kentucky. W grudniu 1812 roku awansował na stopień chorążego i został przydzielony do 17. regimentu amerykańskiej piechoty pod przywództwem generała Jamesa Winchestera. W styczniu 1813 roku brał udział w bitwie pod Frenchtown, gdzie dostał się do niewoli i został wysłany do Fort Niagara. Później jednak został zwolniony warunkowo.
Powrócił do amerykańskiej armii i walczył w Bitwie pod Moraviantown w 1813 roku. W 1814 roku dołączył do armii dowodzonej przez Andrew Jacksona i wraz z nią brał udział w zdobyciu Pensacoli. Następnie przejął obowiązki majora w 44. Regimencie piechoty i 23 grudnia 1814 poprowadził nocny atak na oddziały brytyjskie. 8 stycznia 1815 zastąpił swojego brata Thomasa jak doradca Jacksona. W tym samym roku brał udział w Bitwie pod Nowym Orleanem. W latach 1816–1817 był oficerem dowodzącym w 1. Regimencie Amerykańskiej Piechoty. W 1817 roku zgłosił się na ochotnika do podpalenia stodoły, gdzie schronili się przeciwnicy. Butler wykonał swoje zadanie pomyślnie i został awansowany na stopień pułkownika. Zrezygnował z dalszego udziału w wojnie w 1817 roku z rangą majora.

### Kariera prawnicza i polityczna (1817–1846)
W latach 1817–1844 praktykował prawo w Port William. W latach 1817–1818 był funkcjonariuszem stanowym.
w wolnych chwilach tworzył poezję. W latach 20. XVIII wieku napisał uznany poemat The Boatman's Horn.
W latach 1817–1818 był członkiem Izby Reprezentantów Kentucky, a od 4 marca 1839 roku do 3 marca 1843 roku był członkiem Izby Reprezentantów USA. Pełnił ten urząd dwie kadencje, nie ubiegał się o trzecią. W 1844 roku Demokraci jednogłośnie nominowali go na swojego kandydata na urząd gubernatora Kentucky. Butler zyskał 55 056 głosów powszechnych i 127 elektorskich, ale przegrał z kandydatem Wigów Williamem Owsleyem, który otrzymał 59 680 głosów powszechnych i 163 elektorskich.
Przez całą swoją karierę polityczną był demokratą i jacksonistą. Mimo że należał do partii anty-abolicjonistyczneji i sam posiadał niewolników, był przeciwnikiem szerzenia się niewolnictwa i zwolennikiem stopniowej emancypacji.

### Wojna amerykańsko-meksykańska (1846–1848)
Gdy rozpoczęła się wojna amerykańsko-meksykańska prezydent James Polk 29 czerwca 1846 roku mianował go generałem. Butler dowodził 1 Dywizją Ochotniczą w armii dowodzonej przez Zacharego Taylora. Był drugim dowodzącym zaraz po Taylorze. Jego oddział walczył w Bitwie pod Monterrey. Brał w szturmie na miasto Meksyk i został w trakcie tej akcji ranny w nogę, przez co musiał opuścić pole bitwy. Za swoje dokonania w Monterrey otrzymał podziękowania od kongresu i dwie szable w geście uznania – jedną od kongresu, a drugą od ludności Kentucky. W 1847 roku Butler otrzymał nową dywizję i połączył siły z oddziałami generała Winfielda Scotta w mieście Meksyku, a w 1848 roku przejął oddziały po odejściu Scotta. Przewodniczył wycofaniu się amerykańskich wojsk z miasta. Zakończył służbę wojskową 18 sierpnia 1848 roku po tym, jak został nominowany przez demokratów na kandydata na wiceprezydenta w nachodzących wyborach.

### Wybory prezydenckie w 1848
Na Krajowej konwencji partii demokratycznej w 1848 roku Lewis Cass został nominowany jako kandydat na prezydenta Stanów Zjednoczonych, a William Orlando Butler jako kandydat na wiceprezydenta. Głównym przeciwnikiem Butlera w rywalizacje o nominację był John Anthony Quitman. W tych wyborach na prezydenta został jednak wybrany kandydat whigów i były dowódca Butlera Zachary Taylor, a wiceprezydentem został Millard Fillmore. Butler był piątym kandydatem Demokratów na wiceprezydenta i pierwszym, który przegrał wybory.

### Po roku 1848
W 1852 roku demokraci rozważali nominowanie Butlera na kandydata partii na prezydenta.
W 1855 roku odrzucił propozycję objęcia urzędu gubernatora terytorialnego Nebraski.
Był przeciwnikiem secesji i brał udział w mającej zapobiec wojnie konferencji pokojowej w 1861 roku w Waszyngtonie. Gdy negocjacje zakończyły się fiaskiem i rozpoczęła się wojna secesyjna miał ponad 70 lat, więc był niezdolny do czynnej służby wojskowej. Poparł unionistów.
Zmarł 6 sierpnia 1880 roku w wieku 89 lat. Został pochowany na cmentarzu rodzinnym Butlerów w Carrollton.

## Rodzina i życie prywatne
Jego ojcem był weteran wojny o niepodległość Stanów Zjednoczonych generał adiutant Percival Butler, a matką Mildred Butler z domu Hawkins. Miał trzech braci:
- Major Thomas Butler – wetran Wojny brytyjsko-amerykańskiej.
- Richard Parker Butler – żołnierz, prawnik i plantator
- Pierce (Percival) Butler – prawnik[3]

W kwietniu 1817 roku poślubił Elizę Todd, córkę generała Roberta Todda.

## Upamiętnienie
Miejsca nazwane na imieniem Williama Butlera:
- Hrabstwo Butler w stanie Iowa[4]
- Hrabstwo Butler w stanie Missouri[5]
- Miasto Butler w hrabstwie Bates w stanie Missouri[5]
- Park Stanowy imienia generała Butlera w stanie Kentucky[3]
- Township Butler w hrabstwie Schuylkill w stanie Pensylwania[6]
- Miasto Butler w hrabstwie Taylor w stanie Georgia[7]